# Kilemary
Kilemary (ros. Килемары, mar. Кӹлемар) – osiedle typu miejskiego w środkowej Rosji, na terenie wchodzącej w skład tego państwa Republiki Mari El, we wschodniej Europie.
Miejscowość liczy 4005  mieszkańców (1 stycznia 2005 r.).